# Idrogenazione per trasferimento
L'idrogenazione per trasferimento è l'aggiunta di idrogeno (H2; diidrogeno in chimica inorganica e organometallica) a una molecola da una sorgente oltre H2 nella fase gassosa. Il composto reagente che ha l'atomo H-donore viene detto agente di trasferimento. La reazione avviene sulla superficie di un solido solitamente organometallico detto substrato. I composti gassosi reagenti si depositano sulla superficie del substrato dove vengono adsorbiti ed avviene il trasferimento protonico (idrogenazione).
Viene applicata nell'industria e nella sintesi organica, in parte a causa dell'inconveniente e della spesa dell'uso di gas H2.
Un'applicazione in grande scala è la liquefazione del carbone usando "solventi donori" come la tetralina.

## Catalizzatori organometallici
Nell'area della sintesi organica, è stata sviluppata una famiglia di catalizzatori d'idrogenazione per trasferimento basata sui complessi del rutenio e del rodio, spesso con ligandi come le diammine o la fosfina. Un precursore del catalizzatore rappresentativo è derivato dal (Cimene)rutenio dicloruro dimero e il composto derivato dal gruppo tosilato difeniletilenediammina. Queste catalisi sono sviluppate primariamente per la riduzione di chetoni e immine ad alcoli e ammine. L'atomo H-donore (agente trasferimento) è tipicamente alcol isopropilico, che si converte in acetone al momento della donazione dell'idrogeno.  L'idrogenazione per trasferimento procede con alta enantioselettività quando il composto iniziale è prochirale:
RR'C=O  +  Me2CHOH  →  RR'C*H-OH  +  Me2C=O
dove RR'C*H-OH è il prodotto chirale. Un tipico catalizzatore è (cimene)R,R-HN=CHPhCHPhNTs, dove Ts = SO2C6H4Me 
ed R,R si riferisce alla configurazione assoluta dei due centri di carbonio chirali. Questo lavoro è stato riconosciuto con il Premio Nobel 2001 in chimica a Ryōji Noyori. Un'altra famiglia di agenti d'idrogenazione per trasferimento sono basati sugli alcossidi di alluminio, come l'isopropilossido di alluminio nella riduzione MPV; tuttavia le loro attività sono relativamente basse rispetto alle transizioni dei sistemi organometallici.

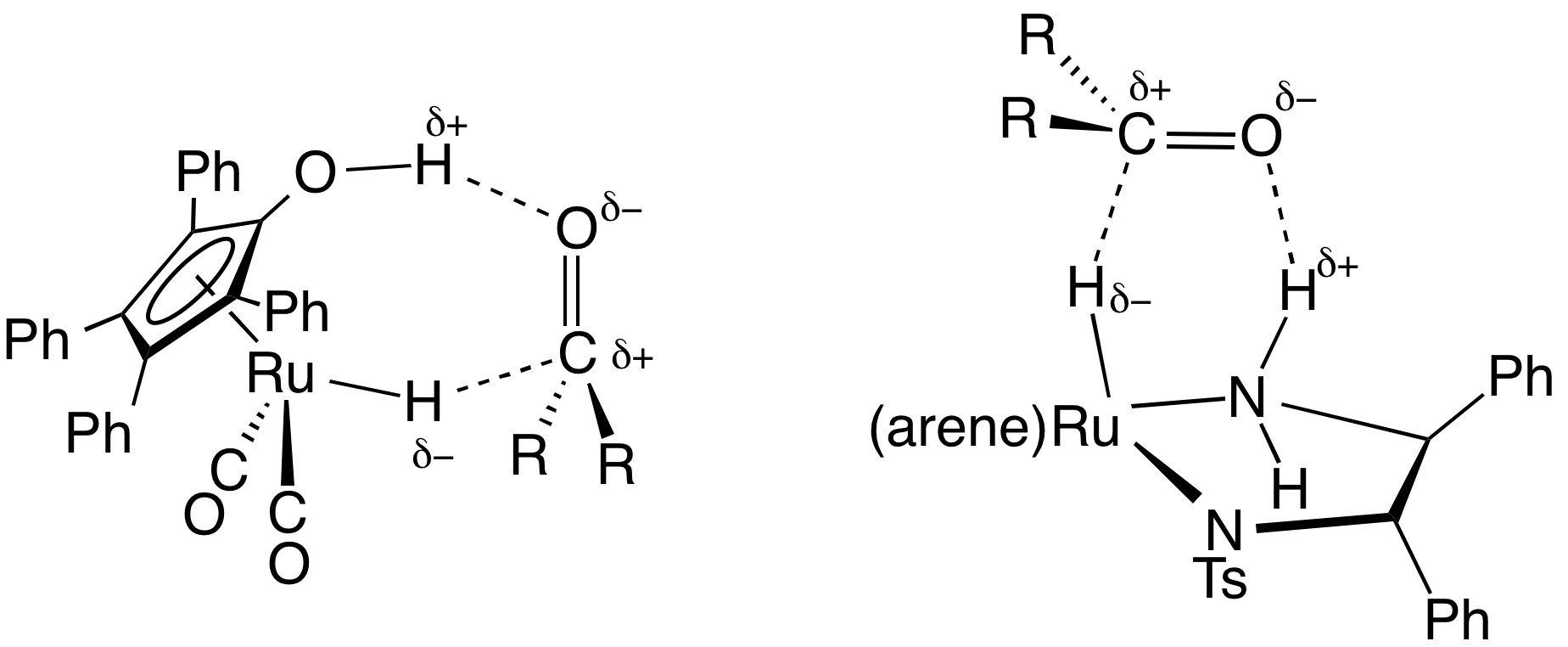
L'idrogenazione per trasferimento catalizzata da complessi dei metalli di transizione proviene da un "meccanismo sfera esterna"

## Catalizzatori senza metallo
Prima dello sviluppo dell'idrogenazione catalitica, sono stati sviluppati molti metodi per l'idrogenazione di substrati insaturi. Molti di questi metodi sono solo di interesse storico e pedagogico.

### Diazina
Un importante agente di idrogenazione per trasferimento è la diimmide o (NH)2, anche detto diazina. Questo si ossida al composto molto stabile dell'azoto molecolare (N2):

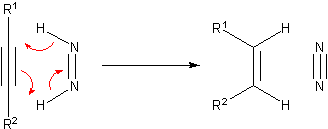
Idrogenazione per trasferimento con composto inorganico diazina

La diimmide viene generata dall'idrazina.

### Idrocarburi

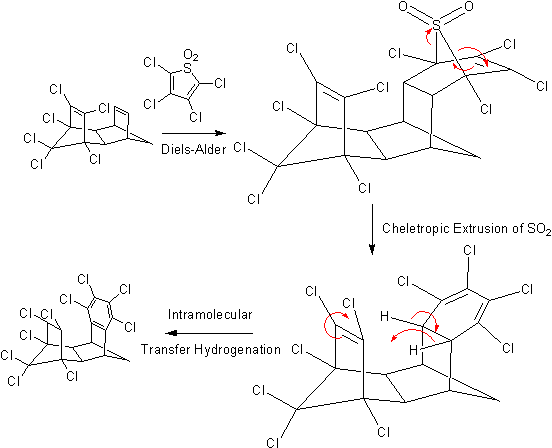
Idrogenazione per trasferimento con idrocarburi

Due idrocarburi che possono servire da donori di idrogeno sono il cicloesene e il cicloesadiene. In questo caso, si forma un alcano, insieme al benzene. Il guadagno di energia di stabilizzazione aromatica quando si forma il benzene è la forza trainante della reazione. Come substrato catalizzatore si utilizza un composto con un metallo di transizione del gruppo 10B, come il Pd, sviluppando una temperatura di 100 °C.  Molte idrogenazioni per trasferimento esotiche sono state studiate, inclusa questa intramolecolare che segue:

### Alcoli e ammine
Molte reazioni avvengono con alcoli o ammine come donori di protoni, e metalli alcalini come donori di elettroni. Di valore fondamentale è riduzione di Birth di areni (nome degli Idrocarburi aromatici) mediata dal metallo sodio.  Meno importante al momento è la Riduzione di Bouveault-Blanc degli esteri.  La combinazione di magnesio e metanolo viene usata nella riduzione degli alcheni, e.g. la sintesi dell'asenapina:

Riduzione del metanolo di magnesio nella sintesi di asenapina

## Catalizzatori organici

Idrogenazione per trasferimento organocatalitica, Yang 2004

L'Idrogenazione per trasferimento organocatalitica è stata compiuta dal gruppo di Yang nel 2004 in un sistema con un estere di Hantzsch come idruro H-donore e un catalizzatore di ammina:
L'Idrogenazione per trasferimento asimmetrica (ATH) è la riduzione di composti prochirali alla presenza di catalizzatori chirali. In questa particolare reazione studiata il substrato è un composto carbonilico α,β-insaturo. L'atomo donore del protone viene ossidato alla forma piridina e assomiglia al coenzima biochimicamente rilevante NADH. Nel ciclo catalitico della reazione l'ammina e l'aldeide formano inizialmente uno ione imminio, allora il trasferimento del protone avviene per idrolisi del legame imminio rigenerando la catalisi. Utilizzando un derivato dell'imidazolidinone chirale come organocatalizzatore di MacMillan è stata ottenuta una enantioselettività dell'81% di ee:

Idrogenazione per trasferimento organocatalitica asimmetrica, Yang 2004

Il gruppo di MacMillan ha pubblicato indipendentemente una reazione asimmetrica molto simile nel 2005:

Idrogenazione per trasferimento organocatalitica asimmetrica (ATH), MacMillan 2005

In un caso interessante di stereoconvergenza, sia l'E-isomero e lo Z-isomero in questa reazione rende lo (S)-enantiomero.
Estendere l'ambito di questa reazione verso i chetoni o piuttosto gli enoni richiede una regolazione fine del catalizzatore (aggiunta di un gruppo benzile e sostituzione del gruppo t-butile con un furano) e dell'estere di Hantzsch (aggiunta di gruppi massicci t-butile):

Idrogenazione per trasferimento organocatalitica, Tuttle 2006

Con un differente organocatalizzatore, l'idrogenazione può effettuarsi per le immine. In una reazione studiata da Rueping (2006) il catalizzatore è il BINOL derivato dall'acido fosforico, il substrato la chinolina e il prodotto un tetradeidrochinolina chirale in una reazione a cascata con 1,4-addizione, isomerizzazione e 1,2-addizione:

Riduzione immina con idrogenazione per trasferimento, Rueping 2006

Il primo passo è la protonazione dell'atomo di azoto della chinolina tramite acido fosforico formando un transiente ione imminio chirale.
Si è notato che con catalizzatori tradizionali basati su metalli, tende a formarsi l'idrogenazione di substrati aromatici o eteroaromatici.